# Oiceoptoma noveboracense

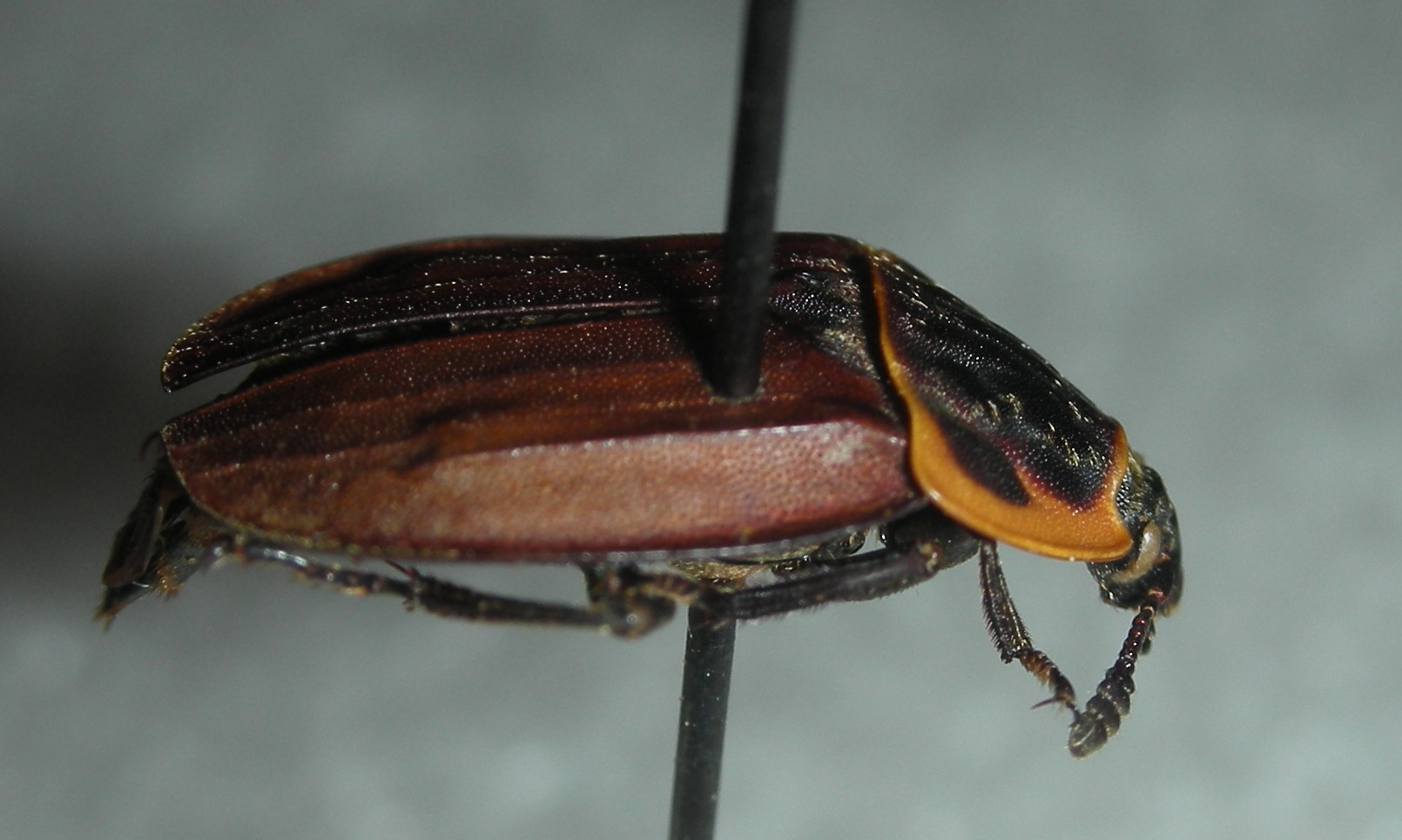
widok z boku

Oiceoptoma noveboracense – gatunek chrząszcza z rodziny omarlicowatych.
Chrząszcz o ciele długości od 10 do 13,5 mm(wg innego źródła od 13 do 15 mm). Charakteryzuje się przedpleczem czarnym do ciemnobrązowego z brzegami bocznymi szeroko jasnopomarańczowymi do czerwonopomarańczowych. Powierzchnię przedplecza gęsto pokrywają drobne punkty, a ponadto występują na niej podłużne rzędy beżowych, krótkich szczecinek. Pokrywy mogą być ubarwione od jasnobrązowego po czarny, mają po trzy żeberka każda, a ich powierzchnia jest drobno punktowana. U samców pokrywy są na końcach zaokrąglone, natomiast u samic ogoniasto wyciągnięte.
Larwy są jasnobrązowe do ciemnorudobrązowych. Na drugim członie czułków mają pojedynczy stożek zmysłowy. 
Tergit przedtułowia mają na przedzie głęboko wykrojony. Brzegi tergitów tułowiowych jak i odwłokowych do ósmego włącznie są jasne z ciemnymi kropkami lub skośnymi kreskami.
Omarlicowaty ten preferuje siedliska leśne. Imagines zimują i rozmnażają się wiosną. Są aktywne w dzień.
Owad nearktyczny. Znany z południowej Kanady (na zachód do Alberty) oraz wschodnich Stanów Zjednoczonych, z wyjątkiem Florydy, Luizjany i Teksasu. Na zachód sięga po Dakoty, Kansas, Oklahomę i Nebraskę, choć sporadycznie podawany jest także z Wyoming i Michigan.